# مريم جام
مريم جام هي سيدة أعمال من السنغال، وهي مدونة ومهندسة اجتماعية سنغالية تُقيم في لندن.
تم تكريم مريم كقائدة عالمية للشباب من قبل المنتدى الاقتصادي العالمي  لعملها الناشط في مجال تمكين واستثمار الفتيات والنساء في أفريقيا والشرق الأوسط وآسيا من خلال التعلم الإبداعي، وريادة الأعمال، والعلوم والتكنولوجيا، والهندسة، والفن، الرياضيات والتصميم (ستيم). كما انضمت مؤخرًا إلى مجموعة من القادة الأفارقة  لإنشاء أكور أفريقيا،  منصة جديدة تهدف إلى تمكين الحكومات والشركات ورجال الأعمال والمجتمع المدني في إفريقيا من قياس نجاح أهداف التنمية المستدامة بحلول عام 2030 بيانات دقيقة. يتضمن مشروع ماريمي الأخير إطلاق (أنا الكود-IAMTHECODE)،  حركة جديدة تهدف إلى حشد الحكومات والشركات والمستثمرين لدعم الفتيات والشابات في ستيم (العلوم والتكنولوجيا والهندسة والفنون والرياضيات والتصميم).
مريم جام هي أيضًا متحدثة دولية محترفة، وهي رائدة في مجال التكنولوجيا، ومؤسِّسة التجمع الأفريقي، وهي منصة عالمية تجمع أصحاب المشاريع والخبراء لتبادل الأفكار حول تنمية أفريقيا - وكل ذلك جزء من جهودها للحفاظ على الرواية الإفريقية. ذات الصلة وإيجابية. وكتبت في عام 2012: «إننا نشهد تقدمًا كبيرًا في القارة، وهذا أمر يجب إبرازه».
وهي حاليًا المدير التنفيذي لشركة سبوت وان للحلول العالمية ومؤسسة أي كونشينس. وقد أشير إليها على أنها «في طليعة ثورة التكنولوجيا التي تحول إفريقيا ببطء» من قبل سي إن إن. وهي معروفة أيضًا بالمساعدة في تنظيم مسابقة آبس فور افريقيا السنوية. كما تقوم جام بتوجيه مؤسسي ومديري بعض مراكز التكنولوجيا والابتكار في إفريقيا،  وهي المؤسسة المشاركة لـ هيفكولاب (هو محور الابتكار وحاضن المشروعات الناشئة).

## حياتها المبكرة
نشأت مريم جام في الريف السنغالي، من أم لأوليغارشية وردتها في سن مبكر ثم نشأت بعد ذلك في العديد من دور الحضانة بما في ذلك دار للأيتام ثم تم الاتجار بها كبائعة عاهرة في باريس. عانت من مشقة كبيرة خلال طفولتها ولم يكن لديها مستوى تعليمي حتى سن السادسة عشرة، عندما علمت نفسها القراءة والكتابة.